# Colom de les Fiji
El colom de les Fiji (Pampusana stairi) és una espècie d'ocell de la família dels colúmbids (Columbidae). Habita els boscos de les illes Fiji, Wallis i Futuna, Samoa i Tonga.

## Taxonomia
Inicialment estava inclòs en el gènere Gallicolumba, més tard va ser traslladat al gènere Alopecoenas i finalment, l'any 2019 el nom del gènere es va canviar a Pampusana (Bonaparte, 1855), ja que aquest nom té prioritat.
És una espècie monotípica.